# Réserve naturelle de Djebel Babor
 (août 2024).

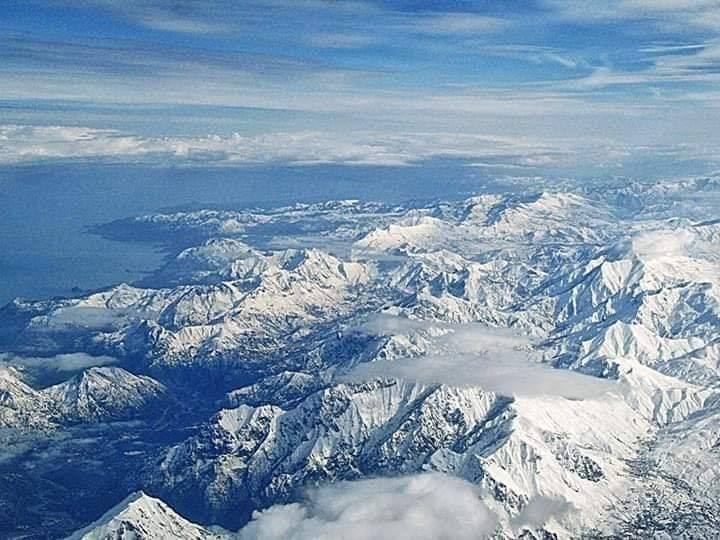
Djebel Babor

La réserve naturelle de Djebel Babor est une zone protégée en Algérie. La réserve se trouve dans la chaine de Babors. Une grande partie de cette zone est couverte de forêts de conifères méditerranéens et de forêts mixtes . Cette réserve offre l'un des rares habitats disjonctifs restants pour le macaque de Barbarie, Macaca sylvanus, une espèce de primate en voie de disparition qui, à l'époque préhistorique, avait une aire de répartition beaucoup plus vaste. La réserve est également une importante zone d’observation ornithologique .